# Rok pod znakiem karabinu
Rok pod znakiem karabinu (ang. Year of the Gun) – amerykański thriller z 1991 roku w reżyserii Johna Frankenheimera. Wyprodukowany przez Triumph Releasing Corp.
Światowa premiera filmu miała miejsce 1 listopada 1991 roku.

## Obsada
- Andrew McCarthy jako David Raybourne
- Sharon Stone jako Alison King
- Valeria Golino jako Lia
- John Pankow jako Italo Bianchi
- George Murcell jako Pierre Bernier
- Mattia Sbragia jako Giovanni
- Roberto Posse jako Lucio
- Thomas Elliot jako Marco